# Vauconcourt-Nervezain
Vauconcourt-Nervezain là một xã ở tỉnh Haute-Saône trong vùng Bourgogne-Franche-Comté phía đông nước Pháp.